# Julian House
Julian House est un graphiste, un musicien (sous le nom The Focus Group) et le copropriétaire du label musical Ghost Box.

## Biographie

### Design graphique
Julian House est associé à Intro, une société de conception et de direction de production basée à Londres qui officie dans de nombreux médias. Il est sans doute avant tout célèbre pour la conception de ses pochettes d'album, notamment pour Stereolab, Oasis, The Prodigy, Broadcast et Razorlight.
Son travail s'appuie en grande partie sur la technique du collage et s'inspire largement du graphisme des pochettes de disques, des bandes dessinées et du pulp — selon les propres mots de House, « le côté « pulp » des choses qui m'informe encore aujourd'hui, autant que le design classique… D'étranges vieux vinyles, des livres de poche, des éphéméras trouvés… » Dans la même interview, House énumère ses influences parmi les créateurs issus de nombreuses disciplines, allant de Peter Saville, Saul Bass et Max Ernst à William S. Burroughs, Bryon Gysin, HP Lovecraft et Lewis Carroll
House a également contribué à la conception du film Berberian Sound Studio de Peter Strickland (2012). En plus de produire des affiches et des éphéméras de studio d'enregistrement destinés à être utilisés dans le film, il a conceptualisé et conçu la séquence de générique du « film dans le film » qui se trouve au centre du scénario.

### Musique
House publie de la musique sous le pseudonyme The Focus Group sur le label Ghost Box, dont il est cofondateur avec Jim Jupp. Les productions du label partagent une esthétique commune, autant au niveau visuel que sonore. Musicalement, il s'inspire largement du son du BBC Radiophonic Workshop, de la musique concrète, des bandes sonores de documentaires des années 1970 et de la "Production Music".
Parmi ses travaux les plus récents on trouve une collaboration avec Martina Topley-Bird, quelques films d'information publique pour Live Earth, un travail en cours avec Ghost Box et une collaboration musicale avec Broadcast.